# آگنس اینگلیس
آگنس اینگلیس (به انگلیسی: Agnes Inglis) (۱۸۷۰–۱۹۸۲) یک آنارشیست متولد دیترویت، میشیگان بود که معمار اصلی کتابخانه و مجموعه لبادی در دانشگاه میشیگان شد.

## اوایل زندگی
اگنس اینگلیس در ۳ دسامبر ۱۸۷۰ در دیترویت، میشیگان از خانواده اگنس (نام خانوادگی لامبی) و ریچارد اینگلیس به دنیا آمد. او کوچک‌ترین فرزند یک خانواده محافظه کار و مذهبی بود و در آکادمی دخترانه ماساچوست تحصیل کرد. والدین او اهل اسکاتلند بودند. پدرش پزشک بود و در سال ۱۸۷۴ درگذشت، مدتی بعد، خواهرش بر اثر سرطان درگذشت و مادرش نیز در سال ۱۸۹۹ قبل از اینکه آگنس سی ساله شود، درگذشت.
پس از مرگ مادرش، آگنس در دانشگاه میشیگان در رشته تاریخ و ادبیات مشغول تحصیل شد و همزمان از خانواده بزرگ خود کمک هزینه دریافت می‌کرد. او قبل از فارغ‌التحصیلی دانشگاه را ترک کرد و چندین سال به عنوان مددکار اجتماعی در هال هاوس شیکاگو، خیابان فرانکلین در دیترویت و YWCA در آن آربر کار می‌کرد. در خلال دورانی که در این مکان‌ها کار می‌کرد، با شرایط کارگران مهاجر در ایالات متحده آشنا شده و با آنها ابراز همدردی کرد و در نهایت این موضوع اعتقادات سیاسی قوی‌ای را در تجربیاتش ایجاد کرد.
در سال ۱۹۱۵ اینگلیس با اما گلدمن و کمی بعد با معشوقه و رفیق گلدمن الکساندر برکمن آشنا شد و با او دوست شد. با شروع جنگ جهانی اول فعالیت‌های رادیکال خود را افزایش داد و بیشتر وقت و پول خانواده خود را به ویژه در سالهای وحشت ۱۹۱۹–۱۹۲۰ برای حمایت قانونی از مهاجران استفاده کرد.

## مجموعه لبادی
آگنس با جوزف لبادی دوست شد و در سال ۱۹۲۴ متوجه شد که کتاب‌ها و موارد مربوط به جنبش‌های رادیکال که او در سال ۱۹۱۱ به دانشگاه میشیگان اهدا کرده بود، به سختی مورد توجه قرار گرفته بود. این مجموعه بدون پردازش باقی ماند و در یک قفس قفل شده نگهداری شد. آنگاه او شروع به کار داوطلبانه تمام وقت کرد، و با دقت سازماندهی و فهرست‌نویسی آنچه را که به عنوان مجموعه لبادی شناخته می‌شود، را آغاز کرد. کمک‌های او به مجموعه بی‌نظیر بود. او از روش‌های غیرمتعارفی برای تنظیم مجموعه استفاده کرد. بر روی کارت‌های فهرست، بر پایه نظرات شخصی گاهی، اطلاعات کتاب‌شناختی را به موارد اضافه می‌کرد.
پس از چند سال، اینگلیس و لبادی، نامه‌هایی به ۴۰۰ رادیکال ارسال کردند و از آنها خواستار مشارکت در تجربیات شخصی و سازماندهی تلاش‌هایشان شدند. در ابتدا، واکنش ضعیفی از سوی آنان دیده شد، اما در طول ۲۸ سال بعد، حجم عظیمی از نشریات، نوشته‌ها و مطالب مستند را به این مجموعه اهدا کردند. این مطالب شامل مقالات راجر بالدوین، الیزابت گورلی فلین و رالف چاپلین بودند. همچنین، اینگلیس به بسیاری در تحقیقات و انتشاراتشان کمک کرد، مانند هنری دیوید با تراژدی‌های مارکت و جیمز جی. مارتین با مردی علیه دولت. تلاش‌های اینگلیس در سراسر ایالات متحده شناخته شده بود و پس از چند دهه از مرگ بسیاری از آنارشیست‌ها، خانواده‌های آنان مجموعه‌های خود را به مجموعه لبادی اهدا کردند. تخمین زده می‌شود که تلاش‌های او اندازه مجموعه اصلی کتابخانه را تقریباً بیست برابر افزایش داد.

## مرگ
اینگلیس در ۳۰ ژانویه ۱۹۵۲ در میشیگان درگذشت، اما یک کتابخانه گسترده و جامع در مورد جنبش‌های اجتماعی رادیکال از خود بر جای گذاشت. با مرگ او اما برخی از کارهای ظریف سازماندهی مجموعه کتابخانه از بین رفت.